# 万佛堂、孔水洞石刻及塔
39°47′21″N 115°58′54″E / 39.78917°N 115.98167°E
万佛堂、孔水洞石刻及塔位于中华人民共和国北京市房山区河北镇万佛堂村内，是一片佛教主题的文物群，由唐代所建的万佛堂、隋唐至金代开凿的孔水洞石刻、辽代花塔和元代密檐塔组成。其中孔水洞为当地的一个天然喀斯特岩洞，唐代平卢军节度使朱希彩出资在孔水洞口上方建寺，是为万佛堂原属寺庙。后寺庙屡次因战火被废又屡次重建，在此期间万佛堂周边先后建造了两座佛塔。明朝正德年间时，在万佛堂后的山崖上的唐代汉白玉浮雕被移动到了万佛堂内。1979年，万佛堂、孔水洞被列为北京市文物保护单位，2001年，“万佛堂、孔水洞石刻及塔”被列为全国重点文物保护单位。

## 历史
关于孔水洞的记载，最早见于《水经注》，而相关的记载也被隋代的《隋州郡图经》予以佐证，而且在孔水洞中也出现了隋代开凿的佛龛。唐玄宗在位时（713-755年），平卢军节度使朱希彩出资在孔水洞周围建起了一座寺庙，由比丘尼号溪老人负责具体建造。该寺庙原名龙泉寺，后于唐代宗大历年间被改称为龙泉大历禅寺，其寺名为朱希彩奏请唐代宗御赐而得:551。其中在孔水洞的出口墩台之上修建有一座佛堂，是为万佛堂。辽代末年时，该寺庙在战火中被毁。金朝初年，海慧禅师将寺庙恢复，但在金朝末年时该寺庙被蒙古军队摧毁，并于窝阔台二年至窝阔台七年完成了重建。元代大德年间、龙泉禅寺还曾得到重修。明初时，龙泉禅寺再次毁于战火。永乐年间，龙泉禅寺所在的周边山区被分封给了护国公张辅，而张辅的弟弟张輗让自己的孙女悟兴担任龙泉禅寺的主持，随后悟兴重修了寺庙:196-197。明代正德年间，龙泉禅寺也有重修:11;553，并留下了记事碑。在这次重修中，僧人们将原来镶嵌在山崖上，但却大幅残损的文殊普贤万菩萨法会图取了下来，并安置在万佛堂中:197。最后一次史料所载的维修记录是在明代万历十七年（1589年）完成的:163。清代之后，寺院内大部分建筑被改为关帝庙，但之后被荒废:197-198。1960年，北京矿务局房山煤矿将矿部搬迁至万佛堂旁，万佛堂自此被容纳进了房山矿的办公厂区中:208。1982年，由于孔水洞中的泉水被淤塞，房山煤矿工人进入孔水洞中清淤，并于清淤时发现了7条唐代的青铜质地的“金龙”，长短不一，最短14.5厘米，最长19.5厘米:43。

## 结构
万佛堂、孔水洞石刻及塔位于北京市房山区河北镇万佛堂村，共分为四个部分，分别为万佛堂、孔水洞、辽代花塔、元代密檐塔。

### 万佛堂

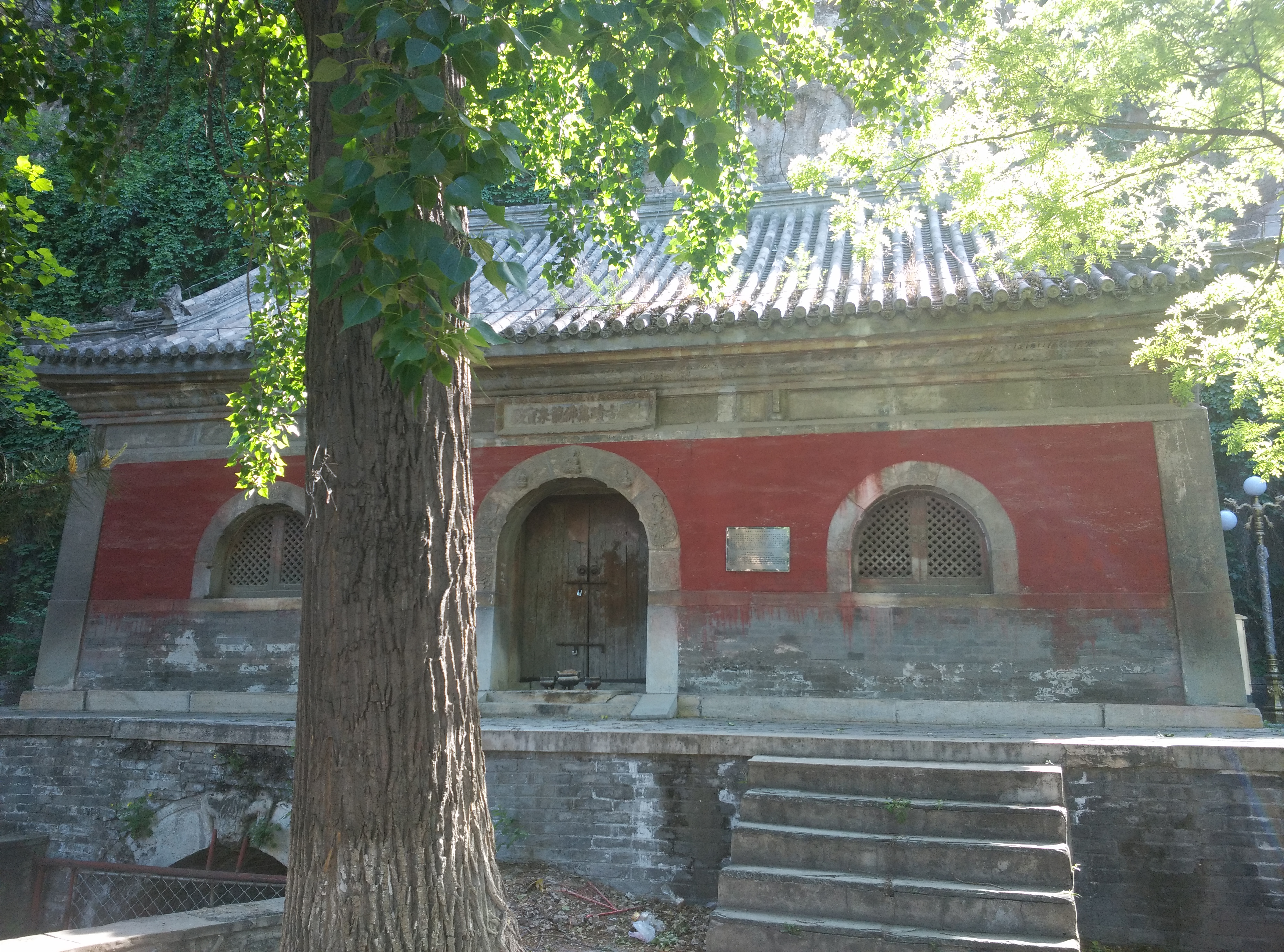
万佛堂正面照片，下方为孔水洞入口

万佛堂建于孔水洞前的一个依山而建的砖石墩台上，面阔三间，屋顶为无梁歇山顶，上方覆盖有灰筒瓦，挑大脊吻兽。该堂正面正中辟门，左右两个次间各开一窗。门窗由汉白玉发券，上有飞禽和花卉的浮雕。门楣上方镶嵌有一块石匾，上有楷体字“大历古迹万佛龙泉宝殿”，旁边落款“大明万里己丑春吉日重建”，石匾四周有浮雕莲花。两扇窗均为半圆形石券窗，窗扇为石制透雕网形纹。在万佛堂内的其余三面墙镶嵌有《文殊普贤万菩萨法会图》石制浮雕一幅，长23.8米，高2.47米，由31块长方形汉白玉浮雕拼嵌而成。浮雕正中雕有一尊释迦牟尼举手说法造像，螺髻，袒胸，宽袍大袖，右手平举伸掌，左手置于腿上，双腿下垂，赤足，脚下有两个夜叉和摩尼珠。两侧雕有护持的文殊、普贤菩萨造像，两尊造像均头戴宝冠，身披璎珞飘带，前后有供养菩萨、天王、神人等簇拥。在释迦牟尼造像上方雕刻有发转轮王神像，后背有双翼，裸体，身披璎珞，手捧日月，足踏二龙女。此外在主题浮雕之外，还雕刻有飞天散花、伎乐演奏等内容。此外，左右上三个方向雕刻有千佛像，南侧山墙上则刻有一段发愿文，文字残缺，尚存文字中留有“大历五年三月八日”的阴刻题记。部分相接的石刻之间图样无法相连。在石雕上方还留有19处残存墨书，其文字显示为标记方位用，分别标记在不同的汉白玉石块上，大致可以推测原来这些石刻并未相连，而是分开在三面山墙上，但其原有布置方式已不可考。:551:264:684:530;553

### 孔水洞
孔水洞位于万佛堂正下方，为天然喀斯特溶洞。洞的入口处砌有石砖，上满有雕刻的水兽，左右各有一条游龙，泉水从入口处的正下方流出。石砖周围原有石门痕迹，现仅剩上方的两根石梁。进入洞口后的石壁处有隋唐和金代时期的造像和刻经。造像位于刻经上方，共有左右两个龛，其中左龛为拱形龛，内雕刻有一佛二菩萨，龛左右有2个骑牛大自在天造像。龛高1.05米，底宽0.65米，龛左右雕刻有八棱形梭柱，柱子中部装饰有仰覆莲浮雕。佛为坐佛，面形长圆，高肉髻，结跏趺座。佛旁有2尊立像，下方承接莲花座，身着宽袍大袖。右龛内有1尊勇猛跏趺坐的菩萨，头戴华鬘冠，头后有楣栱型圆光并刻有火焰纹饰，左臂下垂，右手搭在左膝上，右臂肘部上曲，手指处有残损，左小腿盘起，右腿自然下垂。两龛下岩壁内凹，内刻佛经，其中隋代大定十年（614年）的摩崖刻经的摩崖范围宽度在300厘米至400厘米之间，高度不详，其经文为《大般涅槃经寿命品》和《如来莲花经观世音普门品》，共有49行楷书，每行大概可分辨20字，1979年发现时该经书下部三分之一的部分浸没在孔水洞的泉水中。在隋代题刻的右侧有金代大定二十年（1180年）所刻的题字，字体为楷书，部分内容缺失，可辨识的字样为“北陵北垂口大房古刹金佛殿 应囗囗囗大定庚子廿年”“吏部尚书驸马都尉乌林口题婿曹河 西完颜口疙疸侍行题记”。由于多年水分侵蚀，石刻已经略显模糊。:554:264;480-481

### 花塔

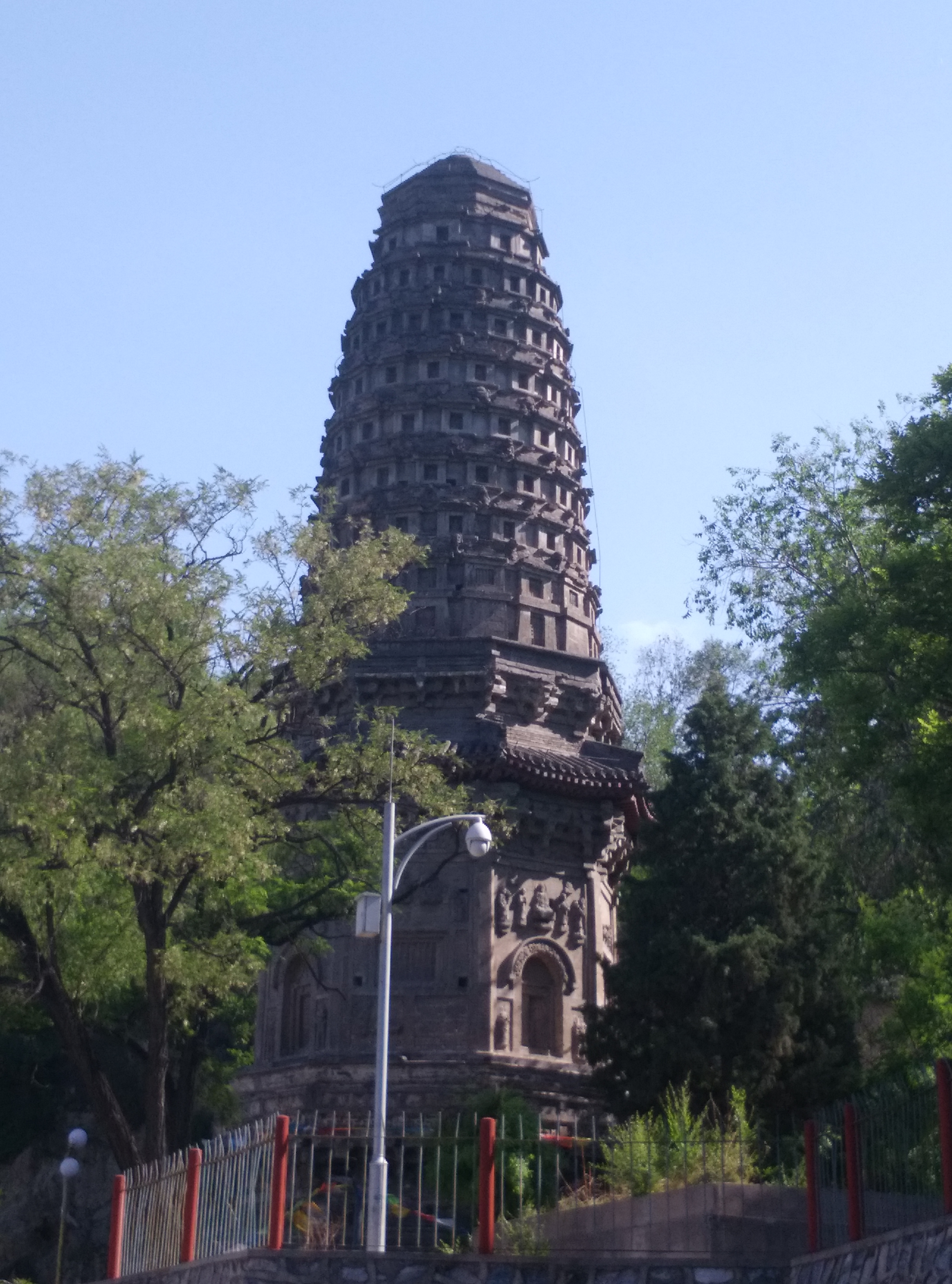
位于万佛堂西北侧的花塔

在万佛堂的西北方向的半山腰上有一座辽代花塔，是北京市境内除镇岗塔外唯一一座花塔。该塔坐北朝南，通高20米，平面呈八角形。塔身底部为无纹饰的基座，上承须弥座。须弥座下枭八角，八面的每面正中央雕刻有一个荷叶墩，左右各辟有1扇壶门式龛，内为狮头装饰。须弥座上承束腰，束腰的八角和八面中央浮雕有立柱，中央呈宝瓶式，八角处则为力士像，共有甲胄或裸体两种。每两个立柱之间均开辟有2个壶门式龛，内为姿态各异的伎乐神像，而龛的左右两侧则为伎乐神、力士、花卉、净瓶等物品的浮雕。立柱上方承接仿斗拱构造的平座，平座斗拱每面施补间铺作一朵，转角铺作除去正面和侧面出斜拱两缝之外与补间铺作相同。转角铺作和补间铺作之间有正心拱。勾栏华版上浮雕勾片、卍字等花纹。:554
平座以上为仰莲，仰莲上方承接塔身。第一层塔身较高，八角为抹角方柱，柱子下方为覆盆式柱础，柱顶有檐，檐下为阑额和普柏枋。檐下斗拱每面施补间铺作一朵，重拱五铺作计心造。塔的4个正面中有3个开有券形假门，而面北的正门可供进出，其余4个斜面均开有方形假窗。正门面南，门楣中间雕刻有2尊伎乐神，两边为缠枝花和伎乐天人，上方雕刻有一尊带莲座高冠合十菩萨，上下左右也各有一尊菩萨造像。东南方向的假窗山岗雕刻有狮驼文殊菩萨，东侧的假门门楣雕刻有双龙戏珠，楣心则有2个仙人浮雕。门上装饰有2个方形莲瓣门笘；4排门钉，每排3个；以及铺兽衔环。门下方为方形门枕石，门上有残存的红漆。门的两侧各有一尊站姿甲胄力士，门的上方雕刻有5尊神人造像、2尊璎珞菩萨造像、1尊罗汉造像。东北方向的假窗周围装饰与西北方向相同。正北侧的假门门面装饰与正西侧基本相同，但门为妇女掩门状。周围的浮雕有佛、阿难、迦叶、2尊菩萨，以及2尊坐佛。西北方向的假窗上部浮雕为一尊合十坐佛，左右肩部各有一只狮子浮雕做撕咬状。坐佛左右两侧各浮雕有一尊侍者造像。假窗右下方浮雕有一条游船，船上有人做持桨划行状。西侧的假门门楣门两侧各有1尊甲胄力士，门上部有一佛二菩萨浮雕，上方雕有4小佛。西南方向的假窗上方雕刻有一尊普贤菩萨造像。塔室内四壁和藻井原有壁画，但因年久而剥落，已无法看清原有内容，其内还有大量现代刻划的涂鸦。此外，第一层塔身多处刻有或写有“咸雍六年”、“大定囗年”、“寿昌七年五月廿九日再次”等题记。:554:551
第一层塔身上方为第二层塔身。塔身的八角均有立柱，立柱之间没有雕饰，顶端则有普柏枋，普柏枋上有斗拱，每面设有补间铺作一朵，单抄四铺作，专家铺作出了正面和侧面为45°斜拱两缝外，其余与补间铺作相同。第二层塔檐以上为七层逐渐收分的圆形平座。这七层平座中第一层为两层的天宫楼阁，该层为仿木结构，楼阁山墙有侧脚，两层楼阁之间开有假门和假窗。其余的6层均开有方形佛龛，每座龛内均有一尊坐佛，龛与龛之间有浮雕的狮头和象头。最顶端的塔刹部分为八角形小阁式塔刹，宝珠部分已经残毁，由于年久失修，已经无从判断形制。:100

### 密檐塔

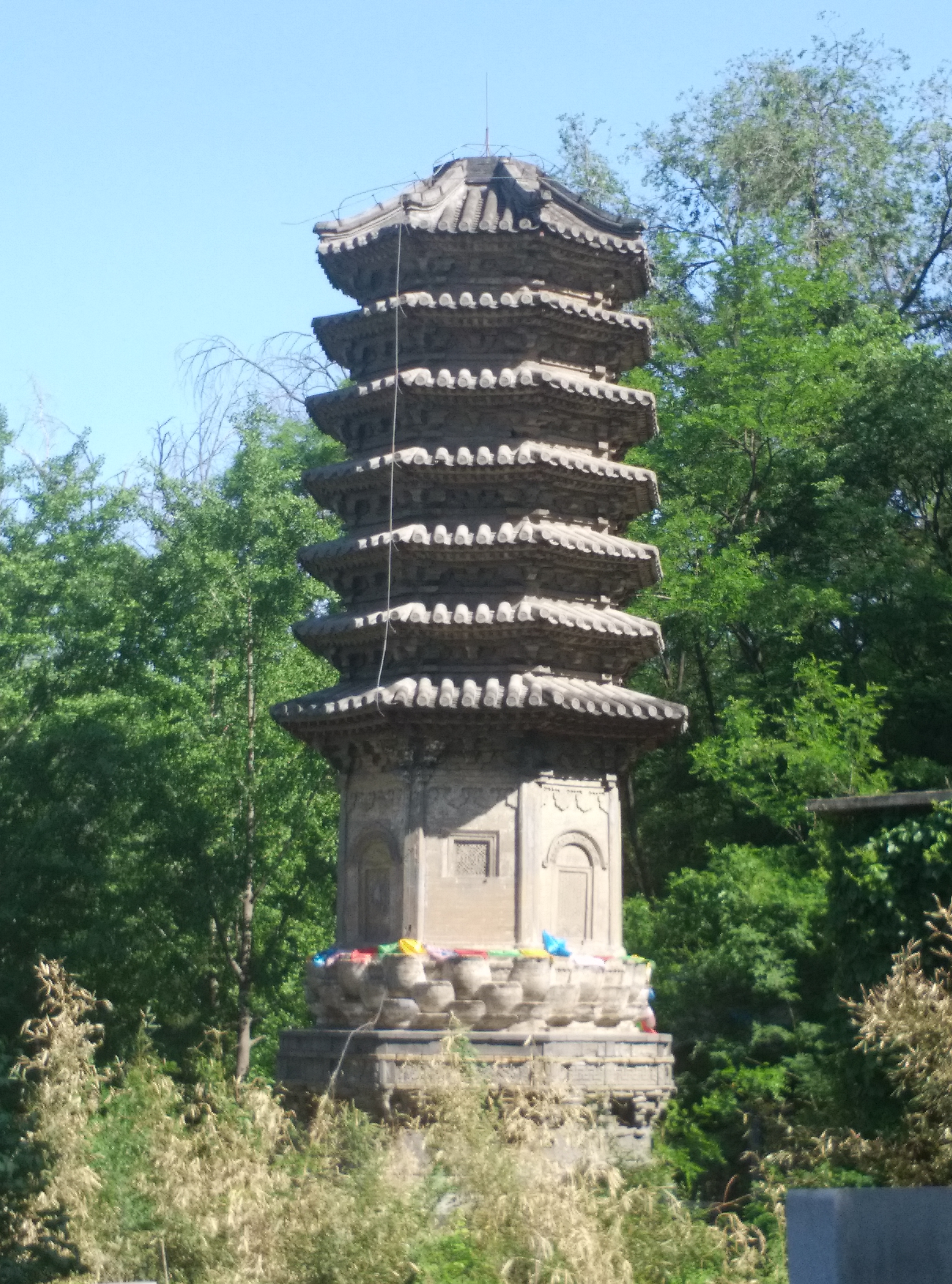
位于万佛堂东南侧的密檐塔

万佛堂的东南侧还有一座元代的龄公和尚舍利塔，通高18米，为八角七级密檐砖塔，整体形制与银山塔林当中的金代塔相同，但关于龄公和尚的相关生平则没能找到史料记载。:554

## 保护
1979年，万佛堂、孔水洞被列为北京市文物保护单位:554:725。1994年，北京市文物局拨款对万佛堂进行专门维护:591。2001年6月25日，万佛堂、孔水洞石刻及塔被列为全国重点文物保护单位:558。2004年4月，万佛堂、孔水洞石刻及塔抢险修缮工程正式启动，并于当年12月完工。
2017年5月，有文物保护志愿者在万佛堂花塔塔心室中找到一个深约一米的盗洞，挖掘盗洞时取出的砖块散落一地。该盗窃案据勘察发生在半年之内，至于是否盗走物品尚不得而知。